# سم تینگل
سم تینگل (به انگلیسی: Sam Tingle) (زادهٔ ۲۴ اوت ۱۹۲۱ در منچستر، انگلستان، درگذشتهٔ ۱۹ دسامبر ۲۰۰۸ در آفریقای جنوبی) رانندهٔ مسابقات اتومبیل‌رانی فرمول یک اهل زیمبابوه بود. او از ۲۸ دسامبر ۱۹۶۳ در پنج مسابقهٔ گراند پری قهرمانی فرمول یک شرکت کرد، اما موفق به کسب هیچ امتیازی نشد. او همچنین در چندین مسابقهٔ غیر قهرمانی فرمول یک شرکت نمود.